# Prix national d'excellence (Côte d'Ivoire)
Le Prix national d’excellence (PNE) distingue chaque année, depuis 2013, des institutions et des sociétés représentées par des personnes qui, par leur créativité, leurs capacités et leur talent d’innovation, participent au rayonnement du pays dans le monde. Ce prix matérialise l’engagement de l’État de Côte d’Ivoire à promouvoir une société d’excellence.

## Le prix
Institué en 2013, le prix national d’excellence vise à promouvoir la culture du travail bien fait et à inciter les Ivoiriens à s’inscrire dans la quête permanente de l’excellence. Les lauréats, par leur exemplarité, doivent ainsi inspirer tous les Ivoiriens et être des acteurs clés du développement de la Côte d’Ivoire.
Dans le cadre de la réalisation de l’objectif primordial de la politique nationale qui est de faire de la Côte d’Ivoire un pays émergent en 2020 avec une forte réduction de la pauvreté, le gouvernement adopte le 19 décembre 2012 lors du conseil des ministres la ré-institution des prix d’excellence. Il s’agit pour la Côte d’Ivoire de mettre à l’honneur le mérite et le savoir-faire dans les domaines clés de l’activité économique, sociale et culturelle. Le gouvernement avait mis en place, entre 1995 et 2000 un comité des prix d’excellence essentiellement axé sur la promotion des vertus cardinales du mérite et de l’excellence. La dernière édition des prix d’excellence a eu lieu en 1997. Le Premier ministre institue, par arrêté no 152/PM/CAB / du 24 avril 2013, le comité national de la Journée nationale de l’excellence qui est assisté d’un comité technique.

## Les lauréats
Le Prix national d’excellence est décerné chaque année depuis sa réinstauration en 2013, à l’exception de l’année 2020, marquée par la pandémie de COVID-19.

### 2013
La cérémonie de remise des prix s’est déroulée le 6 août au palais présidentiel au Plateau. Cette première édition a récompensé 44 lauréats, chacun recevant un trophée et une enveloppe de 10 millions de FCFA,.

### 2014
Cette édition a honoré 55 acteurs de la vie socio-économique et administrative, dont 36 personnes physiques et 19 personnes morales qui se sont distinguées par leur exemplarité,.

### 2015
Un total de 77 lauréats nationaux et un lauréat de prix spécial ont été primés pour encourager les secteurs public, privé et la société civile. La répartition se fait ainsi : 33 prix pour le secteur public, 21 prix pour le secteur privé et 24 prix pour la société civile,.

### 2016
L’édition a récompensé 74 lauréats, répartis entre 22 prix pour le secteur public, 24 prix pour le secteur privé et 28 prix pour la société civile,.

### 2017
Cette année, 74 lauréats ont été distingués, parmi lesquels 11 femmes, 26 hommes, 2 couples, 18 entreprises et 17 structures telles que des ONG, des coopératives agricoles, des écoles de formation et des associations,.

### 2018
Un total de 77 lauréats issus des secteurs public, privé et de la société civile ont été primés dans divers domaines (économie, culture, sport,,.

### 2019
L’édition de 2019 a introduit 3 nouveaux prix : lutte contre le désordre urbain, meilleur artisan de la paix et cohésion sociale, et promotion de l’investissement privé. Au total, 81 lauréats ont été distingués, avec une enveloppe de 10 millions de FCFA et un diplôme d’honneur pour chacun,,.

### 2021
Après l’interruption de 2020, cette édition a récompensé 84 lauréats, dont 48 personnes physiques et 36 personnes morales provenant de 37 ministères, 2 secrétariats d’État et de la CGECI,.

### 2022
Cette édition a distingué 84 lauréats, répartis en 43 personnes physiques et 41 personnes morales. Les lauréats provenaient du secteur public, privé et de la société civile, dans des catégories telles que les cadres de santé, les agents paramédicaux et les établissements sanitaires.

### 2023
Pour célébrer les 10 ans du Prix national d’excellence, 83 prix ont été décernés,.

### 2024
Cette édition a apporté une innovation avec la mise en place d’un système de soumission des candidatures en ligne. Au total, 78 lauréats ont été primés, comprenant 29 hommes, 14 femmes, 1 couple, 10 structures publiques, 18 entreprises privées, 2 coopératives et ONG, ainsi que 4 associations de développement. Chaque lauréat a reçu un trophée, un certificat et une enveloppe de 10 millions de FCFA,,,.